# Marjanne Kweksilber

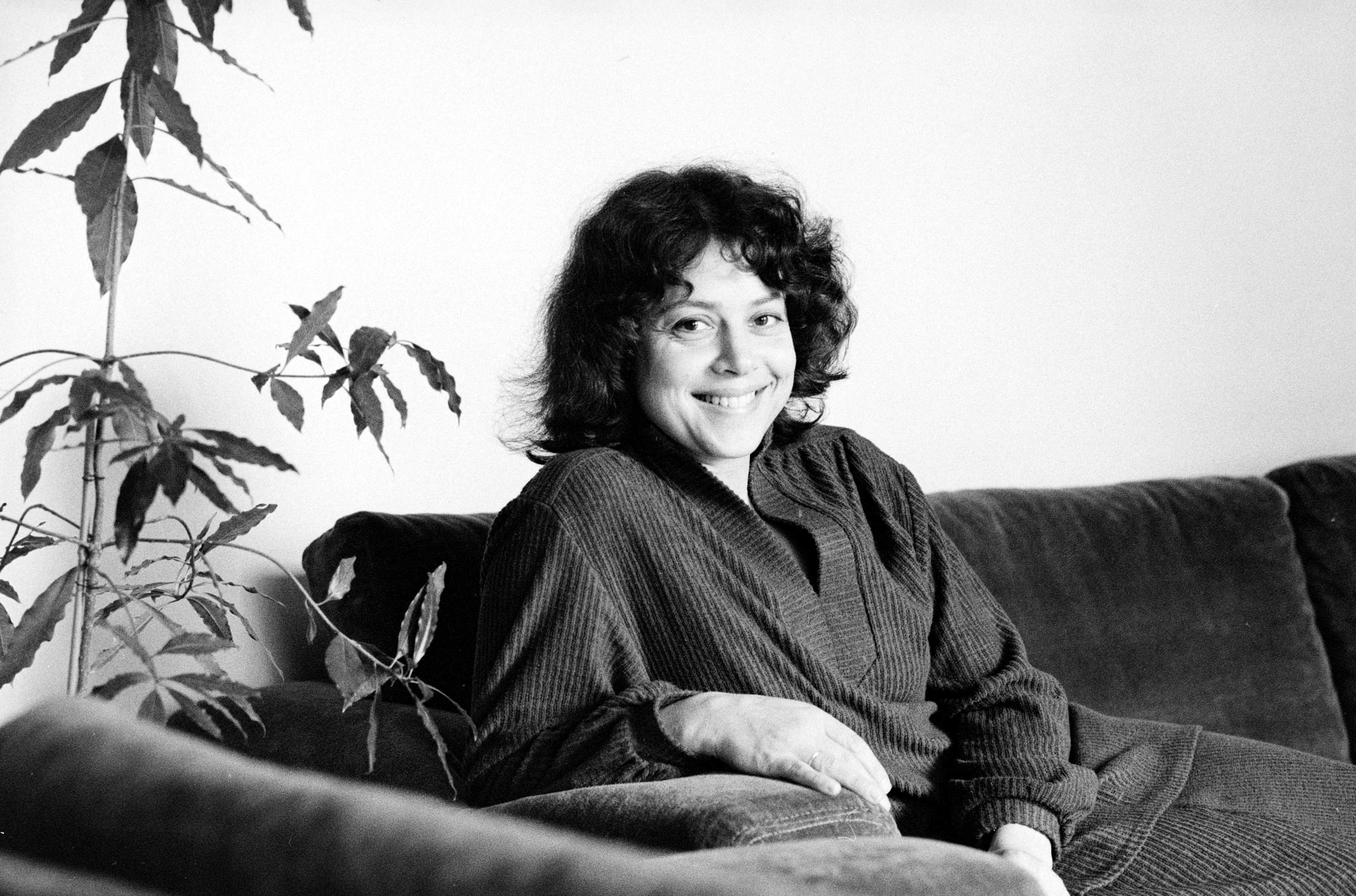
Marjanne Kweksilber, 1977

Marjanne Kweksilber (geb. 18. Januar 1944 in Amsterdam; gest. 12. Mai 2008 ebenda) war eine niederländische Sopranistin, die sowohl als Interpretin für Neue Musik als auch für Musik des Barocks und der Renaissance bekannt wurde.

## Leben und Wirken
Kweksilber wuchs in Amsterdam auf und ging 1962 für ein Jahr nach Israel, um dort im Kibbuz zu arbeiten. Sie sammelte dort jüdische 350 Lieder, die sie nach der Rückkehr mit dem Collegium Musicum Iudaïcum in den Niederlanden, aber auch in Deutschland und Belgien aufführte. 1965 erschien das gemeinsam mit Stephen Simon vorgelegte Album Songs of Israel; die darin enthaltene Interpretation von Donna Donna stieg in den Niederlanden an die Spitze der Hitparade. Von 1967 bis 1972 studierte Kweksilber Sologesang am Muzieklyceum Amsterdam bei Herman Schey; weiteren Unterricht erhielt sie durch Max van Egmond, Bodi Rapp, Marilyn Tyler und Cathy Berberian.
Ab 1972 arbeitete sie als Sopranistin. Ihre Interpretation von Erik Saties Kantate La mort de Socrate (mit dem AKSO Ensemble unter Leitung von Reinbert de Leeuw) erhielt herausragende Kritiken; es folgten Aufnahmen weiterer Lieder von Satie und der Brechtlieder von Kurt Weill und Hanns Eisler. 1976 war sie eine der Frauenstimmen in Louis Andriessens De Staat und hatte im selben Jahr eine Hauptrolle in Jiri Bendas Inszenierung von Ariadne auf Naxos für das Holland Festival. Sie sang die Pamina in Mozarts Die Zauberflöte, aber auch zeitgenössische Opern wie Axel von Reinbert de Leeuw und Jan van Vlijmen oder die Bijmer Opera von Jacques Bank. Des Weiteren interpretierte sie Lieder von Arnold Schönberg und Ferruccio Busoni ebenso wie Madrigale von Claudio Monteverdi. Mit ihrem zweiten Mann, dem Pianisten Ludwig Olshansky, führte sie in den Niederlanden und den Vereinigten Staaten ein Schubertprogramm auf. Aus erster Ehe stammt ihr Sohn David Kweksilber, mit dem sie 2001 die Premiere der für sie geschriebenen Vier Lieder von Streit und Ablösung von Rita Knuistingh Neven gestaltete.
In den letzten Lebensjahren konzentrierte sie sich auf Gesangspädagogik und Workshops. Auch führte sie Kurt Schwitters Ursonate, An Anna Blume und Stefan Themersons Wuff Wuff auf.

## Diskographie (Auswahl)
- Mirjam & Stephen Songs of Israel (Decca 1965)
- Mélodies, Hymne, Poèmes D'Amour, Ludions von Eric Satie (Harlekijn 1976, mit Reinbert de Leeuw)
- Italienische Solokantaten von Georg Friedrich Händel (Das Alte Werk 1978, mit Ton Koopman)
- Vier Lieder von Alban Berg (VARA 1980)
- Cantata BWV 51 von Johann Sebastian Bach (Telefunken/Teldec), unter Leitung von Gustav Leonhardt
- Orfeo ed Euridice von Gluck (Accent 1982), unter Leitung von Sigiswald Kuijken
- Music from the Spanish Civil War (BV Haast 1991) Ebony Band unter Werner Herbers
- Modern Times: Dutch Jewish Composers 1928–1943 (Channel Classics 1995)